# Taironamyrpitta
Taironamyrpitta (Grallaria spatiator) är en fågelart i familjen myrpittor inom ordningen tättingar.

## Utseende och läte
Taironamyrpittan är en knubbig fågel med långa ben och kort stjärt. Den är mestadels brun med gulbrunt bröst, ljus buk och ett kort mustaschstreck. Den liknar rostbandad myrpitta, men är större och mer långbent. Lätena består av en kort och sträv vissling som upprepas, liksom en mer utdragen fallande drill.

## Utbredning och systematik
Arten förekommer i Sydamerika, enbart i Santa Marta-bergen i nordöstra Colombia. Den behandlas traditionellt som en underart till Grallaria rufula, men urskiljs sedan 2021 som egen art baserat på studier.

## Levnadssätt
Taironamyrpittan hittas i bergstrakter, högre än rostbandad myrpitta. Den håller sig vanligen på marken inne i molnskogar. Den kan där vara svår att se, men kan ibland påträffas sittande högre upp när den sjunger och kan också röra sig ut i det öppna strax innan gryningen.

## Status
IUCN erkänner den ännu inte som art, varför dess hotstatus formellt inte fastställts.